# Classic Gems Vol. 1
Classic Gems Vol. 1 è una raccolta di Bassi Maestro che raccoglie alcuni dei brani contenuti negli album Foto di gruppo del 1998 e Classico del 2000. Nel doppio album sono presenti inoltre diversi remix e la traccia inedita "Gente del rap".

## Tracce
CD1
1. Una Sera A Basiano
2. P.R.S. (Press Rewind Shit)
3. Click
4. Foto Di Gruppo
5. MC Generico
6. Emcee
7. Cosa Resterà
8. Conosci Il Mio Steelo
9. Bionic Skillz (ft Left Side, Dafa)
10. A Male (ft Davo)
11. Il Tipo Di Persona
12. Sano What?! feat. Cricca Dei Balordi
13. Dal Tramonto All'Alba (ft Supa)
14. Family & Business (ft I Poeti Maledetti)
15. Buoni Propositi
16. Conosci Il Mio Steelo (Remix) (Bonus Track)
17. Sano What (Remix) feat. Cricca Dei Balordi (Bonus Track)
18. Dramma (Original Version)

CD2
1. Potete Entrare
2. Dramma
3. Classico
4. La Bomba
5. Slang
6. Nel Mix feat. DJ Zeta & Cricca Dei Balordi
7. È così che va
8. Il Mondo Dei Pazzi
9. L'Incidente
10. L'Hip Hop è La Mia Vita
11. Constatazione Servile
12. Parla Tu!
13. In Confronto
14. Wack Rappaz (Pupazzi..)
15. La Confessione
16. Faglielo Sapere, Busdeez!!
17. Lo Sanno Feat. Tormento & Meddaman
18. Yo, Hey Feat. Macromarco
19. Dicembre 1999
20. Dovete Andarvene
21. R.i.p. (Resto In Posa)
22. La Bomba Rmx Feat. Edo & DJ Fede
23. La Gente Del Rap (Unrealeased)